# Беграуи, Янис
Яни́с Беграуи́ (фр. Yanis Begraoui; араб. یانیس بگورویی‎; род. 4 июля 2001, Этамп) — марокканский футболист, нападающий клуба «Эшторил-Прая».

## Клубная карьера
Беграуи — воспитанник клубов «Этампе», «Бритуньи» и «Осер». 13 апреля 2018 года в матче против «Клермона» он дебютировал в Лиге 2 в составе последнего. 29 августа 2020 года в поединке против «Шатору» Янис забил свой первый гол за «Осер». В 2021 году Беграуи перешёл в «Тулузу». 14 августа в матче против «Бастии» он дебютировал за новый клуб. По итогам сезона игрок помог клубу выйти в элиту. 28 августа 2022 года в матче против «Нанта» он дебютировал в Лиге 1. 8 января 2023 года в поединке Кубка Франции против «Ланьона» Янис забил свой первый гол за «Тулузу».
В 2023 году Беграуи на правах аренды перешёл в «По». 31 января в матче против «Парижа» он дебютировал за новый клуб. 11 февраля в поединке против «Гренобля» Янис забил свой первый гол за «По».  

## Международная карьера
В 2023 году в составе олимпийской сборной Марокко Беграуи стал победителем домашнего молодёжного чемпионата Африки (до 23 лет). На турнире он сыграл в матчах против команд Гвинеи, Ганы, Мали и Египта. В поединке против гвинейцев и египтян Янис забил 3 гола.

## Достижения
Международные
Марокко (до 23)
- Победитель молодёжного чемпионата Африки (до 23 лет) — 2023